# Daniel J. Evans
Daniel Jackson Evans, född 16 oktober 1925 i Seattle, Washington, död 20 september 2024 i Seattle, var en amerikansk republikansk politiker. Han var den 16:e guvernören i delstaten Washington 1965–1977. Han representerade Washington i USA:s senat 1983–1989.
Evans tjänstgjorde i USA:s flotta 1943–1946 och 1951–1953. Han stationerades till Stilla havet strax före andra världskrigets slut men han hann inte delta i striderna. Civilingenjören Evans avlade 1948 sin grundexamen och 1949 sin master vid University of Washington.
Evans hade först svårt med att tala offentligt men fick hjälp av Toastmasters. Han var ledamot av Washington House of Representatives, underhuset i delstatens lagstiftande församling, 1956–1965. Han utmanade ämbetsinnehavaren Albert Rosellini i guvernörsvalet 1964 och vann. Han tillträdde tjänsten som guvernör i Washington i januari 1965. Fyra år senare besegrade Evans demokraten John J. O'Connell i guvernörsvalet.
Evans vann 1972 en tredje mandatperiod som guvernör. Den förlorande kandidaten i det valet var företrädaren Albert Rosellini. En av Evans kampanjmedarbetare i guvernörsvalet 1972 var Ted Bundy som senare blev känd som seriemördare.
Senator Henry M. Jackson avled 1983 i ämbetet. Guvernör John Spellman utnämnde Evans till Jacksons efterträdare i senaten fram till fyllnadsvalet senare samma år. Evans besegrade sedan demokraten Mike Lowry i fyllnadsvalet. Evans bestämde sig för att inte kandidera till omval i senatsvalet 1988. Han efterträddes 1989 av partikamraten Slade Gorton.